# Byczycha (stacja kolejowa)
Byczycha (biał. Бычыха, ros. Бычиха) – stacja kolejowa w miejscowości Byczycha, w rejonie horodeckim, w obwodzie witebskim, na Białorusi. Położona jest na linii Newel - Jeziaryszcza - Witebsk.

## Historia
Stacja powstała w czasach carskich na linii z Petersburga do Witebska, pomiędzy stacjami Jezierzyszcze i Horodek.